# Айван-е-Садр
Айван-е-Садр (урду ایوانِ صدر), або Президентський палац, є офіційною резиденцією та робочим місцем президента Пакистану. Він розташований на північному сході Ісламабаду на проспекті Конституції, між будівлею парламенту і корпусом Секретаріату Пакистану. Житлові будинки для президентського персоналу, відомі як Президентська колонія, також розташовані позаду резиденції, поруч з 4-ю авеню.
Адміністративним керівником Айван-е-Садр є головний секретар президента Пакистану, цю посаду з грудня 2023 року обіймає Мухаммад Шакіл Малік.

## Історія
До будівництва Айван-е-Садра президенти Пакистану жили в Палаці принца, розташованому на торговій площі в Равалпінді. Зараз у цій будівлі знаходиться жіночий університет Фатіми Джинни..
Будівництво будівлі розпочалося у 1970 році та тривало 11 років. Президент Мухаммад Зія-уль-Хак, урочисто відкрив його, але замість цього він жив у Будинку армії на Джелум Роуд, Равалпінді, оскільки був начальником штабу армії. Таким чином, першим президентом, який жив там, був Гулам Ісхак Хан у 1988 році. Президенти Фарук Легарі, Мухаммед Рафік Тарар, Асіф Алі Зардарі, Мамнун Хусейн і Аріф Алві також використовували його як офіційну резиденцію. Президент Первез Мушарраф ніколи не жив у палаці, оскільки він також був головнокомандувачем армії, і тому жив у Будинку армії, який на той час переїхав до старого Будинку прем'єр-міністра.
Нині там проживає президент Асіф Алі Зардарі.

## Будівельний комплекс
Будівля побудована в сучасному архітектурному стилі ступінчастої піраміди. Тут є чотири основні зали, кожна з яких названа на честь одного з батьків-засновників Пакистану: зал Джинна, зал Ліакат, зал Джохар і зал Ніштар.
Прилеглі сади були спроєктовані за зразком старих садів Великих Моголів і містять фонтани, а також зоопарк. Зоопарк був відкритий у 2008 році, колись у ньому містилися мавпи, олені, нільгау, зебри та фазани. Нинішній звіринець складається з чинкар, оленів, уріалів, голубів, сірих папуг, а також голубів і фазанів. Поруч є стайня, де утримується близько сотні коней.

## Екологічна програма президента
Після вступу на посаду у 2018 році президент Алві започаткував екологічну програму «Зелене президентство», щоб зменшити енергоспоживання будівлі та перевести її на відновлювані джерела енергії.15 жовтня 2022 року Айван-е-Садр отримав сертифікат ISO 50001 EnMS, що зробило його першим у світі «зеленим» президентом. Повідомляється, що економія від енергоощадження та виробництва чистої енергії еквівалентна 3 154 750 кВт-год, скороченню викидів парникових газів на 3 144 тонни або висадці 142 909 дорослих дерев.
Будівля також отримала платиновий сертифікат GBC SEED від Ради з питань зеленого будівництва завдяки тому, що її потреби в електроенергії задовольняє сонячна система потужністю 1 МВт.

## Публічний доступ
Айван-і-Садр зазвичай недоступний для широкої публіки через свій статус. Однак за останні роки його двічі відкривали для відвідування — 8 грудня 2018 року та 1 січня 2022 року.